# Blue/Orange
Blue/Orange è un'opera teatrale del drammaturgo inglese Joe Penhall, debuttata al National Theatre di Londra nell’aprile del 2000. La pièce ha vinto il Laurence Olivier Award alla migliore nuova opera teatrale.

## Trama
In un ospedale psichiatrico di Londra, un enigmatico paziente afferma di essere il figlio di un dittatore africano e la storia diventa via via più plausibile. Una pièce sulla razza, pazzia e lotta al potere all’interno della National Health Service morente.

## Produzioni
Il dramma debuttò al Cottesloe Theatre del Royal National Theatre nell’aprile 2000, con Bill Nighy, Andrew Lincoln e Chiwetel Ejiofor nel ruolo dei tre protagonisti; dato il successo, la pièce fu immediatamente trasferita nel West End londinese dal 2001. 
Blue/Orange tornò in scena a Londra 25 anni dopo, in un revival del Young Vic interpretato da David Haig, Daniel Kaluuya e Luke Norris. 